# Lorenz Kindtner
Lorenz Kindtner, né le 13 octobre 1971 à Melbourne, est footballeur international australien, qui évolue au poste de défenseur central. Il a joué la majeure partie de sa carrière professionnelle en Belgique, et est rentré dans son pays natal en 2004. Depuis 2009, il défend les couleurs du Richmond Sporting Club. Il a joué un match officiel avec l'équipe nationale australienne en 1996 contre l'Arabie saoudite.